# Bit Corporation BIT 90
Bit Corporation BIT 90 (BIT 90) је кућни рачунар фирме Bit Corporation који је почео да се производи у Јужној Кореји током 1983. године.
Користио је Zilog Z80A микропроцесорску јединицу а RAM меморија рачунара је имала капацитет од 18 kb (до 64 ), 1k остављено за програмирање. 

## Детаљни подаци
Детаљнији подаци о рачунару BIT 90 су дати у табели испод.
|                       |                                                                       |
| [ 1 ]                 |                                                                       |
| Произвођач            |                                                                       |
| Тип                   | кућни рачунар                                                         |
| Меморија              | 18 (до 64 ), 1k остављено за програмирање                             |
| Поријекло             | Јужна Кореја                                                          |
| Година                | 1983                                                                  |
| Тастатура             | гумена тастатура, 66 тастера са Basic командама и графичким симболима |
| Процесор              |                                                                       |
| Фреквенција процесора | 3,85                                                                  |
| RAM                   | 18 (до 64 ), 1k остављено за програмирање                             |
| ROM                   | 24                                                                    |
| Текст                 | 32 x 24 са 16 боја                                                    |
| Графика               | 64 x 48 (полу-графички мод), 256 x 192                                |
| Боја                  | 16                                                                    |
| Звук                  | 3 гласа, 5 октава                                                     |
| Димензије             | непознато                                                             |
| Портови               |                                                                       |
| Оперативни систем     | [[]]                                                                  |